# Luise Peter
Luise Peter, geb. Radtke (* 24. Juli 1906 in Oespel bei Dortmund; † 16. Juni 1979 in Bonn) war eine deutsche Politikerin (SPD).

## Leben und Beruf
Luise Radtke wurde am 24. Juli 1906 in Oespel geboren. Sie arbeitete nach dem Schulbesuch als Schneiderin und war nach ihrer Heirat mit Hubert Peter als Hausfrau tätig.

## Partei
Peter trat 1926 in die SPD ein.

## Abgeordnete
Peter war seit 1948 Kreistagsmitglied des Kreises Bonn. Dem Deutschen Bundestag gehörte sie vom 24. Juli 1957, als sie für den verstorbenen Abgeordneten Johannes Böhm nachrückte, bis zum Ende der Wahlperiode 1957 an. Sie war über die Landesliste Nordrhein-Westfalen ins Parlament eingezogen.